# Marco Mattolini
Marco Mattolini (* 15. Dezember 1950 in Florenz) ist ein italienischer Regisseur.

## Leben
Mattolini begann zwischen 1969 und 1974 in lokalen Theatergruppen seiner Geburtsstadt und war von 1972 bis 1977 als Kulturagent für die Sozialagentur ARCI tätig. Seinen Universitätsabschluss in Pädagogik erlangte er 1977 und war zwei Jahre lang in der Kinoinitiative „Lunga Gittata“ tätig, mit der er auch eine Fernsehreihe von fürs Theater geschriebenen Stücken produzierte. Er debütierte 1980 mit Der Kuß der Spinnenfrau als Theaterregisseur und war anschließend zwei Jahre in verschiedenen organisatorischen Funktionen für eine Filmkooperative tätig. Dann folgten zahlreiche Inszenierungen – bis heute über fünfzig –, die die Bandbreite vom Musical bis zur zeitgenössischen italienischen Erstaufführung abdeckten, darunter Die Schule der Frauen, Rainer Werner Fassbinders Tropfen auf heiße Steine, Hyrlybyrly von David Rabe, Fabio Maraschis Gli alibi del cuore oder Wir zwei von Michael Frayn. Sein erster Kinofilm, Il mistero del Marco aus dem Jahr 1984, war italienischer Vertreter auf zahlreichen Filmfestivals, darunter in Venedig, erblickte jedoch kaum die Kinosäle.
Mehrmals war Mattolini als Regisseur für das Fernsehen tätig, so bei der Situationskomödie Zanzibar, die er 1988 mit Silvio Orlando und Claudio Bisio sowie Angela Finocchiaro drehte; der Talkshow Ars Amanda im Folgejahr und einigen mehr, darunter eine Satiresendung zur Fußball-Weltmeisterschaft 1990, die in Italien stattfand. Auch als Autor von Fernsehspielen und Sitcoms trat er in Erscheinung. Seine Theaterarbeiten setzte er am „Teatro Parioli“ und am Teatro Eliseo in Rom fort, festigte in den 1990er Jahren jedoch vor allem seinen Ruf als Sitcom-Erfinder und -regisseur. 2002 drehte er wieder für das Kino. Per finta e per amore blieb der große Erfolg versagt. 2005 folgte die Fernsehserie Carabinieri 5, Theaterarbeit für Festivals und in den Folgejahren eine Zusammenarbeit mit Christian De Sica für ein Musical sowie weitere Fernsehwerke.

## Filmografie (Auswahl)
- 1984: Il mistero di Marco
- 2002: Per finta e per amore